# ورزشگاه السعبات
ورزشگاه السعبات (انگلیسی: The Sevens Stadium) ، ورزشگاهی واقع در دبی، امارات متحده عربی است.

## ویژگی‌ها
ورزشگاه السعبات زمین‌هایی برای ورزش‌های راگبی، فوتبال، فوتبال آمریکایی، فوتبال استرالیایی، نتبال، بسکتبال، کریکت، تنیس و ترک اند فیلد دارد.